# Theodor Felber

Theodor Felber (1900)

Theodor Felber (* 25. Februar 1849 in Sursee; † 27. Januar 1924 in Zürich; heimatberechtigt in Sursee) war ein Schweizer Forstwissenschaftler und Hochschullehrer.

## Leben
Theodor Felber, Sohn des Negozianten Sebastian und der Katharina, geborene Müller, erlangte 1866 das Diplom der Forstschule des Eidgenössischen Polytechnikums in Zürich. 1878 heiratete er Adelheid Keyser, Tochter des Jakob Keyser. Ihr gemeinsamer Sohn war der spätere Eidgenössische Forstinspektor Roman Felber (1883–1939). Die letzte Ruhestätte fanden sie auf dem Friedhof Rehalp in Zürich.

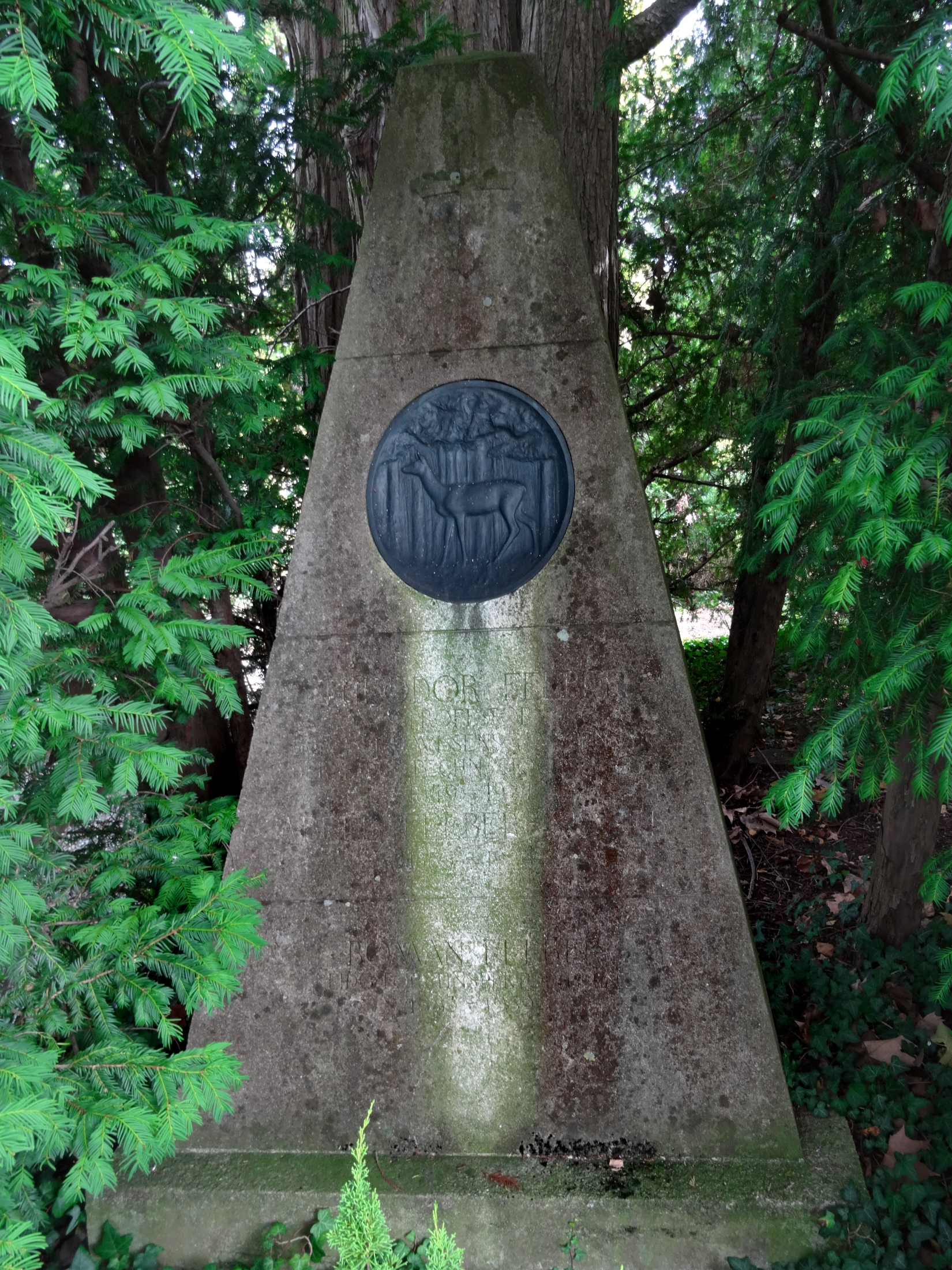
Grab, Friedhof Rehalp, Zürich

## Schaffen
Zwischen 1869 und 1871 war Felber als Geometer im Kanton Solothurn tätig. Anschliessend, von 1871 und 1874, war er Kreisoberförster von Willisau-Entlebuch LU. Danach hatte Felber eine Anstellung als Oberförster der Oberallmeindkorporation Schwyz. Im Anschluss war er von 1877 bis 1880 Oberförster beider Appenzell und von 1880 bis 1888 Kantonsoberförster von Appenzell Ausserrhoden. Zwischen 1888 und 1894 war Felber als Stadtoberförster von Winterthur tätig.
Ab 1894 bis 1917 war er Professor für Forstwissenschaften (Forsteinrichtung, Waldwertrechnung, Forstbenutzung und forstliche Technologie) an der ETH Zürich. Felber beteiligte sich 1893 an der Ausarbeitung des ersten schweizerischen Kranken- und Unfallversicherungsgesetzes und präsidierte die Eidgenössische Kommission für nicht versicherbare Elementarschäden. Des Weiteren war Felber von 1903 und 1905 Präsident des Schweizerischen Forstvereins.

## Schriften
- Die Allmenden des alten Landes Schwyz. In: Festschrift der Geographisch-Ethnographischen Gesellschaft in Zürich. Zürich 1901, S. 61–84.